# الحطبه
ال هتاباه یک منطقهٔ مسکونی در یمن است که در استان صنعا واقع شده‌است.